# Obornjača (Bačka Topola)
Pour les articles homonymes, voir Obornjača (homonymie).
Obornjača (en serbe cyrillique : Оборњача ; en hongrois : Nagyvölgy) est un village de Serbie situé dans la province autonome de Voïvodine. Il est situé dans la municipalité de Bačka Topola dans le district de Bačka septentrionale. Au recensement de 2011, il ne comptait aucun habitant.

## Démographie

### Évolution historique de la population
| 1948 | 1953 | 1961 | 1971 | 1981 | 1991 | 2002 | 2011 |
| ---- | ---- | ---- | ---- | ---- | ---- | ---- | ---- |
| 0    | 0    | 0    | 0    | 0    | 2    | 2    | 0    |

|  |